# Национальный комитет по безопасности на транспорте (Индонезия)
Национальный комитет по безопасности на транспорте (индон. Komite Nasional Keselamatan Transportasi, KNKT) — индонезийское правительственное учреждение, занимающееся расследованием катастроф и других инцидентов на воздушном, наземном, железнодорожном и морском транспорте. Штаб-квартира комитета находится в Джакарте..
В состав Комитета входит комиссия по расследованию авиационных происшествий (индон. Komisi Penelitian Penyebab Kecelakaan Pesawat Udara, KPPKPU).
Комитет был создан в 1999 году указом президента страны. После проведения расследования комитет издаёт рекомендации, которые направлены на предотвращение повторения подобных аварий.
В описании принципов деятельности комитета подчёркивается, что единственной целью его работы является предотвращение инцидентов в будущем, а не определение чьей-либо вины или ответственности.

## Расследования
- Катастрофа Boeing 737 под Джокьякартой
- Катастрофа Boeing 737 в Медане
- Катастрофа Boeing 737 возле Сулавеси
- Катастрофа SSJ 100 на Салаке[2][3]